# Amastus collaris
Amastus collaris là một loài bướm đêm thuộc phân họ Arctiinae, họ Erebidae.